# Пирютино (Тверская область)
Пирютино  — деревня в Ржевском районе Тверской области. Входит в состав сельского поселения «Хорошево».

## География
Находится в южной части Тверской области на расстоянии приблизительно 4 км по прямой на запад-северо-запад от вокзала станции Ржев-Балтийский.

## История
Деревня была отмечена еще на карте 1825 года. В 1859 году здесь (деревня Ржевского уезда Тверской губернии) было учтено 20 дворов, в 1939—71.

## Население
Численность населения: 179 человек (1859 год), 220 (русские 89 %) в 2002 году, 202 в 2010.